# Lady of the Night
| Професионални рејтинг | Професионални рејтинг |
| Резултати             | Резултати             |
| Извор                 | Рејтинг               |
| --------------------- | --------------------- |
| AllMusic              | [ 3 ]                 |

Lady of the Night је први студијски албум америчке певачице Доне Самер, објављен у фебруару 1974. године за издавачку кућу Groovy Records у Холандији. Албум је садржао европске хитове као што су The Hostage и Lady of the Night.

## Списак пјесама
Аутор(и) свих текстова и песама: Ђорђо Мородер и Пит Белот. 
| №               | Назив             | Трајање |  |
| 1.              | Lady of the Night | 3:58    |  |
| 2.              | Born to Die       | 3:24    |  |
| 3.              | Friends           | 3:31    |  |
| 4.              | Full of Emptiness | 2:26    |  |
| 5.              | Domino            | 3:14    |  |
| Укупно трајање: | Укупно трајање:   | 16:33   |  |

| №               | Назив                   | Трајање |  |
| 6.              | The Hostage             | 4:16    |  |
| 7.              | Wounded                 | 2:43    |  |
| 8.              | Little Miss Fit         | 3:06    |  |
| 9.              | Let's Work Together Now | 3:58    |  |
| 10.             | Sing Along (Sad Song)   | 3:20    |  |
| Укупно трајање: | Укупно трајање:         | 17:23   |  |